# Uso dei rimedi farmacologici cinesi
L'uso dei rimedi farmacologici cinesi può avvenire in molti modi diversi per ottenere da essi la massima efficacia terapeutica e per raggiungere l'obiettivo nel più breve tempo possibile.
Il principale metodo di utilizzo dei rimedi è il decotto, poi vi sono le polveri, le pillole, gli sciroppi, gli estratti, i cerotti, ecc.

## Metodi di assunzione

### Decotto (Tang)
È un metodo di utilizzazione dei rimedi che si fonda sull'ebollizione degli stessi per ottenerne l'estrazione dei principi attivi. Rappresenta la forma di assunzione più diffusa, più efficace e più rapida nell'ottenere l'effetto terapeutico.
Si prepara inserendo in un contenitore di terracotta, vetro pirex o acciaio, la composizione dei rimedi che vengono successivamente coperti di acqua. Questa deve essere pura e ne va impiegato un quantitativo almeno tale da ricoprire i rimedi.
Si inizia la decozione con un fuoco vivace e forte per raggiungere l'ebollizione, raggiunta la quale il fuoco viene moderato al fine di procedere, per un tempo di 15-20 minuti, con un placido sobbollire. Questa ebollizione delicata, evita il deperimento dei rimedi.
Trascorso questo tempo si procede a filtrare il prodotto dell'ebollizione ma non si gettano i rimedi appena cotti. Infatti si aggiunge dell'altra acqua come in precedenza e si prosegue l'ebollizione per altri 30-40 minuti per ottenere dai rimedi tutte quelle sostanze non rilasciate durante la prima ebollizione.
Terminata la seconda fase, si filtra e si uniscono i prodotti delle due decozioni.
È da ricordare che le sostanze minerali o legnose, vanno decotte con anticipo rispetto a sostanze delicate come i fiori o le foglie. Infatti questa decozione deve iniziare almeno 20-25 minuti prima di aggiungere i rimedi più delicati. Ad esempio Shi Gao (Gypsum), che è un minerale, viene decotto 30 minuti prima di essere unito agli altri rimedi.
Diversamente le sostanze aromatiche, come Mu Xiang, Sha Ren e Gou Teng, vengono aggiunte alla decozione negli ultimi 5-10 minuti dell'ebollizione, poiché le sostanze volatili, racchiuse in essi, potrebbero essere disperse proprio da una lunga ebollizione e si perderebbero quelle caratteristiche energetiche che contraddistinguono quei rimedi.
Può capitare che alcune sostanze, per la loro azione irritante sulle mucose, sia orale che gastrica, debbano essere decotte avvolte da un panno, di cotone o di altro materiale, per evitare proprio le irritazioni alle mucose.
Solitamente il decotto si assume due volte al giorno lontano dai pasti o prima di essi, per fare in modo che l'intestino sia in grado di assumere, con la massima accuratezza, tutte le sostanze ottenute con la decozione. Infatti se il decotto fosse assunto dopo il pasto, l'intestino avrebbe qualche difficoltà ad assimilare quelle sostanze più complesse che potrebbero essere quindi disperse; dispersione che causerebbe un ritardo nel raggiungimento dell'obiettivo terapeutico.
Il decotto ha un sapore che può disgustare e per favorire l'assunzione è possibile procedere all'utilizzazione di uno o due cucchiaini di miele, altrimenti si consiglia di assumere il decotto appena estratto dal frigorifero, per cui la bassa temperatura impedisce di percepire per intero il sapore.
Oggi, specie in occidente, il decotto è un metodo in rapida estinzione per motivi non fondamentali. Per lo più è la fretta e la presunta mancanza di tempo o il fatto che i vapori della decozione lascino odori strani nell'abitazione, a far preferire ai pazienti altri metodi di assunzione dei rimedi della farmacologia cinese, tuttavia occorre ricordare che per l'ottenimento di importanti e rapidi risultati terapeutici, il Decotto è ancora un metodo dall'efficacia insuperata.

### Polvere (San)
Rappresenta il risultato della macinazione, molto fine, dei rimedi che verrebbero altrimenti impiegati per il decotto. Il prodotto della macinazione viene impiegato sia per uso generale che per uso topico in aggiunta a miele, acqua od altri eccipienti.
La polvere può essere assunta disciolta in acqua, o inserita in una cialda o amalgamata a miele per formare un globo.
Per uso esterno la polvere può essere unita a vari tipi di oli e creme per massaggio o per medicazione di ferite.
In genere la polvere ha un'azione meno potente ed i tempi della risposta terapeutica si allungano, tuttavia la sua assunzione è più pratica e meno costosa.

#### Polvere micronizzata
Queste polveri micronizzate sono una recente novità e sono il prodotto della decozione dei rimedi della farmacologia cinese. Il liquido estratto viene poi disidratato per l'ottenimento di una polvere finissima e idrosolubile o di un granulato anch'esso assolutamente idrosolubile.
Questa liofilizzazione fa sì che in un cucchiaino di questa polvere vi sia un'altissima concentrazione di principi attivi pronti all'uso in forma estremamente pratica ed efficace.
Questa metodica ha permesso di ottenere polveri micronizzate di singoli rimedi o di formulazioni classiche e tradizionali, permettendo al terapeuta di impiegare praticamente delle formulazioni classiche, ma di poterle completare con le opportune modifiche per il trattamento del singolo paziente.

### Pillola (Wan)
È una forma di presentazione di enorme diffusione ed è ottenuta dalla polvere di macinazione dei rimedi. Questa polvere, opportunamente compressa e addizionata di addensanti, naturali o meno, viene poi lavorata al fine di ottenere un gran numero di sferette di pratica assunzione e di facile conservazione. Infatti se i rimedi grezzi sono preziosi e molto instabili, nonché facilmente aggredibili dai fattori batterici e fungini che ne determinano la distruzione, le pillole ottenute con la polvere dei medesimi rimedi, sono stabili, resistenti, economiche e di pratica assunzione.
Dal punto di vista clinico le pillole, in genere, vengono prescritte al termine di un ciclo di terapia affrontato con i decotti, per mantenere il risultato terapeutico nel tempo. Sono altresì prescritte per i pazienti con apparato digerente indebolito o con patologie croniche.
Tuttavia le pillole hanno il principale difetto nel rallentato raggiungimento dell'effetto terapeutico. Se con il decotto i primi segni di mutazione terapeutica intervengono già al secondo giorno, con le pillole sono necessari almeno 4 giorni. Infatti, se per ottenere un certo effetto curativo sono necessari 50 g di rimedi grezzi, ne occorrono 10 g in polvere per la produzione di circa 80 pillole da assumere nella giornata e, non potendo proporre alla persona un'assunzione così smodata di pillole, si è costretti a scendere a quantitativi più modesti con inevitabile calo del quantitativo giornaliero di rimedi farmacologici, e conseguente ritardo terapeutico.
Per questo motivo, alcune case farmaceutiche cinesi hanno dato avvio a una pericolosa produzione di pillole di erbe cinesi con aggiunta di molecole farmacologiche di sintesi per accelerare il processo di guarigione, provocando però la comparsa di alcune decine di casi di tossicosi da farmaci cinesi (vedi paragrafo dedicato).

### Sciroppo (Tang Jiang)
Dopo aver ottenuto il decotto di un composto farmacologico, si aggiunge dello zucchero di canna fino a saturazione, in modo da ottenere un liquido molto denso.
Questo procedimento viene ottenuto a caldo o a freddo mescolando il composto prolungatamente per omogeneizzare il tutto.
Questa forma di presentazione farmacologica viene per lo più indicata nei pazienti pediatrici e per il trattamento delle malattie polmonari o influenzali, soprattutto per il buon sapore delle composizioni.

### Vino medicinale (Jiu)
In questa forma di presentazione medicinale, le sostanze proprie dei rimedi vengono estratte per azione dell'alcol contenuto nel vino bianco o di riso. 
I rimedi vengono lasciati in ammollo dentro il vino, per un periodo variabile e comunque mai inferiore ai 30 giorni. Dopo questo periodo si procede a filtrare la composizione e si è ottenuto il vino medicinale.
In genere i vini medicinali hanno funzioni disostruenti sui canali e sui collaterali e funzioni toniche per il trattamento delle patologie da deficit.

### Cerotti medicati (Gao)
Sono forme di presentazione medicinale ad esclusivo uso topico. Alcuni rimedi, ridotti in polvere finissima, vengono addizionati di sostanze adesive, poi il tutto viene collocato su strisce di tessuto e queste vengono tagliate in forma, generalmente, rettangolare.
Questi cerotti medicati vengono applicati sulla pelle, ed in precise aree scelte dal terapeuta, per il trattamento di malattie artrosiche o artritiche, per il trattamento di distorsioni e traumi, ma non possono essere applicati su aree cutanee lesionate o scarificate.

## La formulazione
Per ottenere gli effetti terapeutici desiderati, è possibile utilizzare i rimedi sia singolarmente sia in associazione tra loro.
Mentre nella prescrizione semplice si sfruttano tutte le caratteristiche del rimedio prescelto, ma con azione limitata sul quadro patologico, la prescrizione composta prevede l'unione di diversi rimedi per il trattamento di quadri patologici complessi.
La prescrizione composta, poiché è costituita di vari elementi, richiede la conoscenza delle caratteristiche di ognuno di essi affinché non si verifichino guai tossicologici o mancati risultati per inidonea combinazione.
La combinazione di due o più rimedi può indurre:
- Sinergismo (Xiang Xu)
- Potenziamento reciproco (Xiang Shi)
- Opposizione (Xiang Wei)
- Soppressione (Xiang Sha)
- Antagonismo reciproco (Xiang Wu)
- Incompatibilità (Xiang Fan)

### Sinergismo (Xiang Xu)
Avviene qualora vengano uniti due rimedi che hanno la stessa azione principale ed uniti assieme potenziano questa azione maggiormente che se agissero singolarmente.
Molte combinazioni sinergizzano tra loro come:
- Dang Gui (radix Angelicae sin.) + Chuan Xiong (rhizoma Ligusticii)
- Shi Gao (Gypsum) + Zhi Mu (radix Anemarrhenae)
- Da Huang (radix et rhizoma Rhei) + Mang Xiao (Mirabilitum)

### Potenziamento reciproco (Xiang Shi)
Avviene quando vengono uniti due rimedi che, nonostante le azioni diverse, ottengono azioni unidirezionali e molto potenti. Alcuni esempi sono:
- Fu Ling (Poria) + Huang Qi (radix Astragali)
- Xing Ren (semen Pruni arm.) + Kuan Dong Hua (flos Tussilaginis)
- Gui Zhi (ramulus Cinnamomi) + Bai Shao (radix Paeoniae albae)

### Opposizione (Xiang Wei)
Avviene quando un rimedio, unito ad altri, determina una riduzione della tossicità di questi ultimi. Classici esempi sono:
- Sheng Jiang (rhizoma. Zingiberis) che attenua Ban Xia (rhizoma. Pinelliae)
- Fang Feng (radix Ledebouriellae) che attenua Fu Zi (radix Aconiti praep.)

### Soppressione (Xiang Sha)
Quando un rimedio elimina la tossicità di un altro o di altri, si dice che sopprime.
- Lu Dou (semen Faseoli) sopprime la tossicità di Ba Dou

### Antagonismo reciproco (Xiang Wu)
Interviene allorquando un rimedio, unito ad un altro, determina la neutralizzazione delle proprietà di quest'ultimo o di altri rimedi. Sono descritti 9 antagonismi:
- tra Lang Du e Mi Tuo Seng
- tra Ba Dou e Qian Niu Xi
- tra Liu Huang e Po Xiao
- tra Shui Yin e Pi Shuang
- tra Ya Xiao e San Leng
- tra Ding Xiang e Yu Jin
- tra Ren Shen e Wu Ling Zi
- tra Rou Gui e Chi Shi Zhi
- tra Wu Tou e Fu Zi e Xi Jiao

### Incompatibilità (Xiang Fan)
Si verifica quando due sostanze vengono unite assieme ed in seguito a questa unione si verificano effetti collaterali e/o tossici che non si avrebbero se i componenti venissero usati singolarmente. Sono descritte 18 incompatibilità: 
- Gan Cao è incompatibile con: Gan Sui, Da Ji, Hai Zao, Yuan Hua
- Wu Tou è incompatibile con: Ban Xia, Bai Ji, Chuan Bei Mu, Gua Lou, Bai Lian

Sono da evitare associazioni tra alcuni alimenti ed alcuni rimedi.
- Shu Di Huang, Sheng Di Huang, He Shou Wu sono da evitare con: aglio, ravanelli, porri
- Lian Shan va evitato con i porri
- Fu Ling va evitato con l'aceto

In gravidanza vanno limitate le assunzioni di fitoprodotti in generale, ed alcuni vanno totalmente evitati e precisamente i seguenti:
- Gan Sui
- She Xiang
- Qian Niu Xi
- Yuan Hua

Molta attenzione va posta all'assunzione di:
Tao Ren, Hong Hua, Zhi Shi, Da Huang, Mang Xiao, Fu Zi, Rou Gui, Gan Jiang. 
Questi rimedi sono mobilizzatori del sangue, rimedi purganti drastici e rimedi dalla natura troppo calda, e potrebbero determinare l'aborto.

## Dosaggio
La stragrande maggioranza dei rimedi viene impiegata in un dosaggio che va dai 3 ai 12 g al giorno, tuttavia vanno tenuti in conto i dosaggi specifici e:
Le caratteristiche del rimedio
Se un rimedio è di sapore blando ed il suo carattere è mite, il dosaggio aumenta rispetto a quelli a capacità terapeutica più incisiva.
I rimedi di peso minore, come foglie e fiori, hanno un dosaggio inferiore rispetto a quelli più pesanti. I fiori e le foglie, infatti, si introducono in quantità decisamente minore rispetto alle conchiglie o ai fossili.
Metodo di somministrazione
Se il rimedio va assunto in polvere, il suo dosaggio sarà di molto inferiore a quello dello stesso rimedio assunto decotto.
La formula
Il rimedio somministrato da solo va a dosaggio elevato mentre se fosse inserito all'interno di una ricetta complessa, il suo dosaggio sarebbe minore. Rispetto agli altri componenti, se un rimedio è principale, il suo dosaggio sarà, in genere, quello massimo.
Ogni rimedio viene prescritto in dose maggiore quanto più la malattia è acuta e grave, mentre se il paziente è fortemente provato dalla malattia e molto indebolito, il dosaggio cala in proporzione per evitare il sovraffaticamento dello stomaco e dell'intestino. Solo quando il paziente ha aumentato le sue forze, il rimedio potrà essere dosato in maggior quantità.
Nell'anziano le dosi sono minori rispetto a quelle prescritte per una persona giovane. Nel bambino i dosaggi vanno dimezzati, se egli ha un'età superiore ai 5 anni, mentre diventano un quarto per età inferiori.

## Metodo della gerarchia
Per poter organizzare correttamente una composizione farmacologica, si può utilizzare il metodo che Zhang Zhong Jing introdusse nel III secolo e basato sulla "gerarchia istituzionale" per cui è previsto un rimedio imperatore, uno o due ministri, uno o più consiglieri e uno o più ambasciatori.
Ad esempio la famosissima ricetta Ban Xia Xie Xin Tang o Decotto di Pinellia per drenare l'epigastrio è composta dai seguenti rimedi:
- Ban Xia (rhizoma Pinelliae)
- Gan Jiang (rhizoma Zingiberis)
- Huang Qin (radix Scutellariae)
- Huang Lian (rhizoma Coptidis)
- Ren Shen (radix Ginseng)
- Da Zao (fructus Ziziphi)
- Gan Cao (radix Glycyrrhizae)

Rimedio sovrano o imperatore
È quel rimedio che caratterizza la ricetta e ne permette l'identificazione. In genere svolge la funzione terapeutica primaria e il suo dosaggio, all'interno della ricetta, è massimo. 
Ban Xia è l'imperatore della ricetta e la caratterizza per via della sua forte azione sul riscaldatore medio e per l'azione di contrasto sul Qi ribelle di stomaco.
Rimedio ministro
È quel rimedio che, nonostante la sua minore importanza e potenza, aiuta il sovrano a intensificare la sua azione, a collocarsi meglio nei luoghi destinatari ed a prolungare l'effetto terapeutico. Ritornando all'esempio fatto sopra, se Ban Xia è l'imperatore della ricetta, Gan Jiang è il Ministro e favorisce l'azione di Ban Xia sul riscaldatore medio che provvede a riscaldare e liberare dai catarri.
Rimedio consigliere
È quel rimedio che pur rafforzando l'azione del rimedio sovrano, ottiene risultati di notevole importanza. Esso modera gli eventuali effetti nocivi, cura i sintomi esteriori e più eclatanti e il dosaggio è inferiore ai precedenti.
Nella ricetta presa ad esempio, Huang Qin e Huang Lian sono i Consiglieri. Aiutano ad evitare gli effetti nocivi dell'Imperatore e del Ministro, effetti nocivi determinati dalla natura calda dei due rimedi capitali, infatti Huang Qin e Huang Lian hanno natura fredda.
Anche Ren Shen è, in questo caso, un rimedio Consigliere. Ha funzioni tonificanti sul Riscaldatore medio ed evita che i rimedi finora descritti, abbiano un effetto eccessivamente disperdente.
Rimedio ambasciatore
Al pari del vero ambasciatore, che media, pacifica e armonizza le relazioni internazionali della propria nazione, così il rimedio ambasciatore della ricetta farmacologica, svolge funzioni di mediazione e armonizzazione nelle relazioni tra ricetta e organismo. Può altresì avere funzioni vettoriali, favorendo il raggiungimento delle aree colpite da disturbo, da parte dei rimedi principali.
Nell'ambito della ricetta presa ad esempio, Gan Cao e Da Zao, hanno funzioni d'ambasciata, favorendo l'armonizzazione della ricetta e l'aumentare della tolleranza dell'organismo nei confronti dell'intera composizione.

## Pericoli ed effetti indesiderati
La farmacologia cinese, qualora applicata correttamente, è un metodo terapeutico sicuro e efficace ma, come tutte le cose, non totalmente privo di inconvenienti. In genere la percentuale di incidenti si limita all'1-1,5 % della farmacologia cinese contro il 4% circa della farmacologia chimica, tuttavia quella piccola percentuale va tenuta in opportuna evidenza.
Gli incidenti derivati dall'uso dei rimedi cinesi, sia in forma grezza che in forma confezionata e raffinata, possono essere di due tipi:
- prescrittivi
- chimici

### Incidenti prescrittivi
Sono relativi ad uno scorretto impiego clinico dei rimedi cinesi. In altre parole, i rimedi sono stati impiegati a seguito di una diagnosi non corretta o sbagliata, in seguito a una cattiva scelta dei rimedi migliori per il trattamento del singolo caso clinico, in seguito a una scorretta associazione dei rimedi, in seguito ad un'impropria gestione temporale della terapia, in seguito ad uno sconsiderato sovradosaggio dei rimedi ed infine, in seguito a un'inadeguata gestione di tutta la terapia.
Si evidenzia il fatto che gli incidenti derivati da queste inadeguatezze, sono solo da imputare al terapeuta ed il paziente può conoscere il vero responsabile del fallimento terapeutico o degli effetti collaterali sgradevoli.
Gli incidenti prescrittivi non sono solo relativi alla comparsa di sintomi e alterazioni ex novo nel paziente, o relativi ad eventi drammatici di gravi tossicosi, ma sono anche relativi al semplice insuccesso terapeutico che, comunque, è un effetto indesiderato e il fallimento terapeutico è pressoché sempre imputabile a un'inadeguata gestione del paziente e della sua malattia.
Per questo è opportuno che ogni terapeuta che voglia praticare la farmacologia cinese, compia adeguati studi e tirocini presso accreditate scuole italiane o estere, che sia sotto la guida costante di altri più esperti colleghi e che compia un ininterrotto aggiornamento in varie sedi.

### Incidenti chimici
Gli incidenti di tipo chimico, possono essere dovuti alla costituzione propria del rimedio che interagisce, negativamente, con alcune strutture dell'organismo umano o alla presenza, in una data miscela pronta di rimedi cinesi, di una o più sostanze di origine chimica.
Gli incidenti indotti, invece, dalla presenza nella formulazione di una o più molecole chimiche, è dovuta al fatto che alcune case farmaceutiche che producono formulazioni pronte di rimedi farmacologici cinesi, introducono al loro interno veri e propri farmaci per velocizzare il risultato terapeutico. Queste aggiunte illecite sono state ritrovate, per lo più, in formulazioni pronte per il trattamento delle patologie influenzali, infatti in esse sono state rinvenute molecole di acido acetilsalicilico, paracetamolo, ketoprofene e altre.
In altre preparazioni pronte sono stati rinvenuti diversi altri agenti tossici. I principali sono arsenico, mercurio, piombo, efedrina, metilsalicilato, acido benzoico, eudesmolo, magnololo, acetaminofene, clorfeniramina, stricnina, diazepam, ed altri.
Gli incidenti farmacologici possono essere evitati non totalmente, tuttavia se il terapeuta si attiene all'osservanza di alcuni punti, si può ridurre di molto il rischio.
- Completare una scrupolosa preparazione e un'esperienza guidata in farmacologia cinese, presso valide scuole italiane ed estere;
- Impiegare in maniera alquanto circoscritta e rigorosa, i rimedi notoriamente pericolosi;
- Evitare l'uso dei metalli pesanti come il mercurio in forma di cinabro;
- Evitare il più possibile associazioni farmacologiche tra rimedi farmacologici cinesi e farmaci chimici;
- Educare il paziente a valutare i sintomi di un'eventuale tossicosi e fornirgli le giuste indicazioni sul da farsi;
- Controllare frequentemente il paziente in corso di terapia farmacologica.